# 세대간 형평

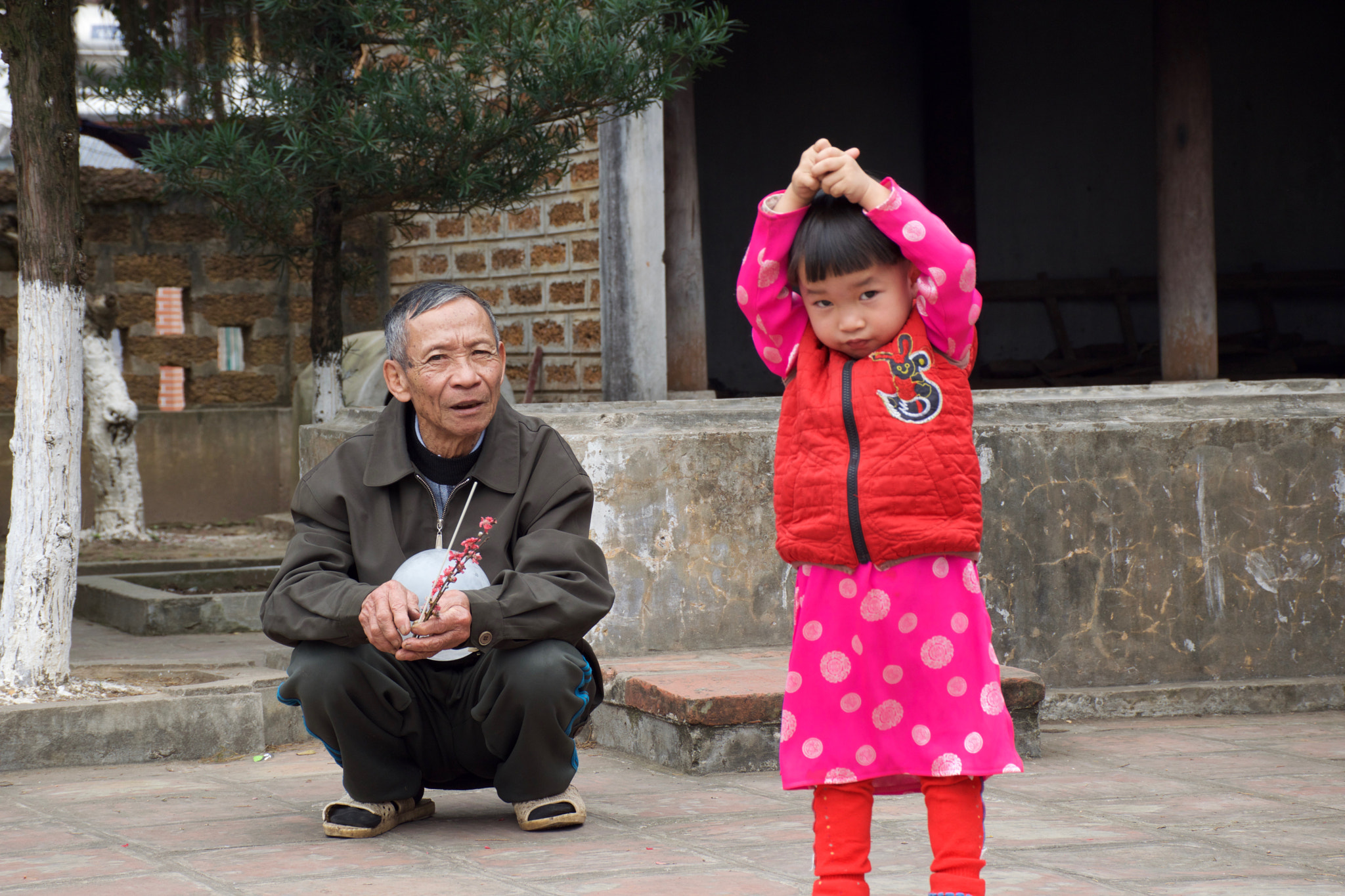
할아버지와 손자

세대간 형평(intergenerational equity), 세대간 형평성, 세대간 공평성은 경제적, 심리적, 사회학적 맥락에서 세대간의 공정성 또는 정의에 대한 아이디어이다. 이 개념은 어린이, 청년, 성인, 노인 간의 역동성의 공정성에 적용될 수 있다. 현재 살고 있는 세대와 미래 세대간의 공정성에도 적용될 수 있다.
세대간 형평성에 관한 대화에는 인간의 기본적인 욕구, 경제적 욕구, 환경적 욕구, 주관적인 인간 복지가 포함될 수 있다. 이는 공공경제학, 특히 전환경제학, 사회정책, 정부 예산 책정과 관련하여 자주 논의된다. 많은 사람들은 증가하는 미국 국가 부채를 세대간 불평등의 예로 언급한다. 왜냐하면 미래 세대가 그 결과를 책임지게 될 것이기 때문이다. 세대간 형평성은 지속 가능한 개발 및 기후 변화를 포함한 환경 문제에서도 탐구된다. 지난 세기 동안 지속된 천연자원의 고갈은 미래 세대에게 상당한 부담이 될 가능성이 높다. 세대간 형평성은 생활 수준, 특히 다양한 연령대와 세대의 사람들이 경험하는 생활 수준의 불평등과 관련하여 논의된다. 노인 돌봄, 사회 정의, 주택 구입 가능성 분야에서도 세대간 형평성 문제가 발생한다.

## 같이 보기
- 연령 차별
- 환경 윤리학
- 환경 인종차별
- 소아공포증
- 장로정치
- 대리 투표